# Остра Лука
Остра Лука (слч. Ostrá Lúka) насељено је мјесто са административним статусом сеоске општине (слч. obec) у округу Звољен, у Банскобистричком крају, Словачка Република.

## Становништво
| Година:    | 1994. | 2004.   | 2014.    | 2024.   |
| ---------- | ----- | ------- | -------- | ------- |
| Број људи: | 244   | 268     | 306      | 333     |
| Разлика:   |       | +9,83 % | +14,17 % | +8,82 % |

| Година:    | 2023. | 2024. |
| ---------- | ----- | ----- |
| Број људи: | 333   | 333   |
| Разлика:   |       | +0 %  |

Према подацима о броју становника из 2011. године насеље је имало 288 становника.